# Abra (bateau)

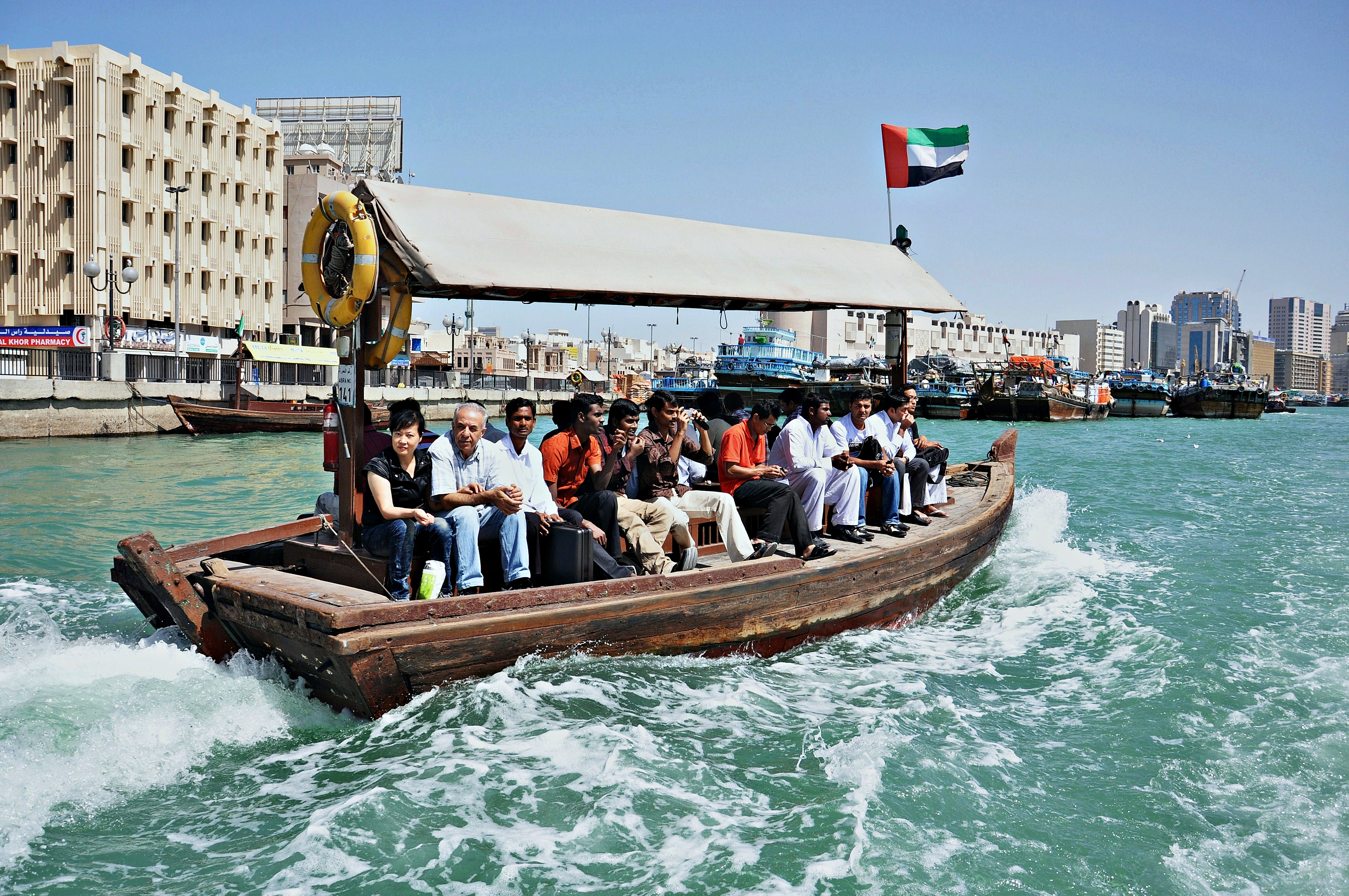
Un abra sur le bras de mer de Dubaï.

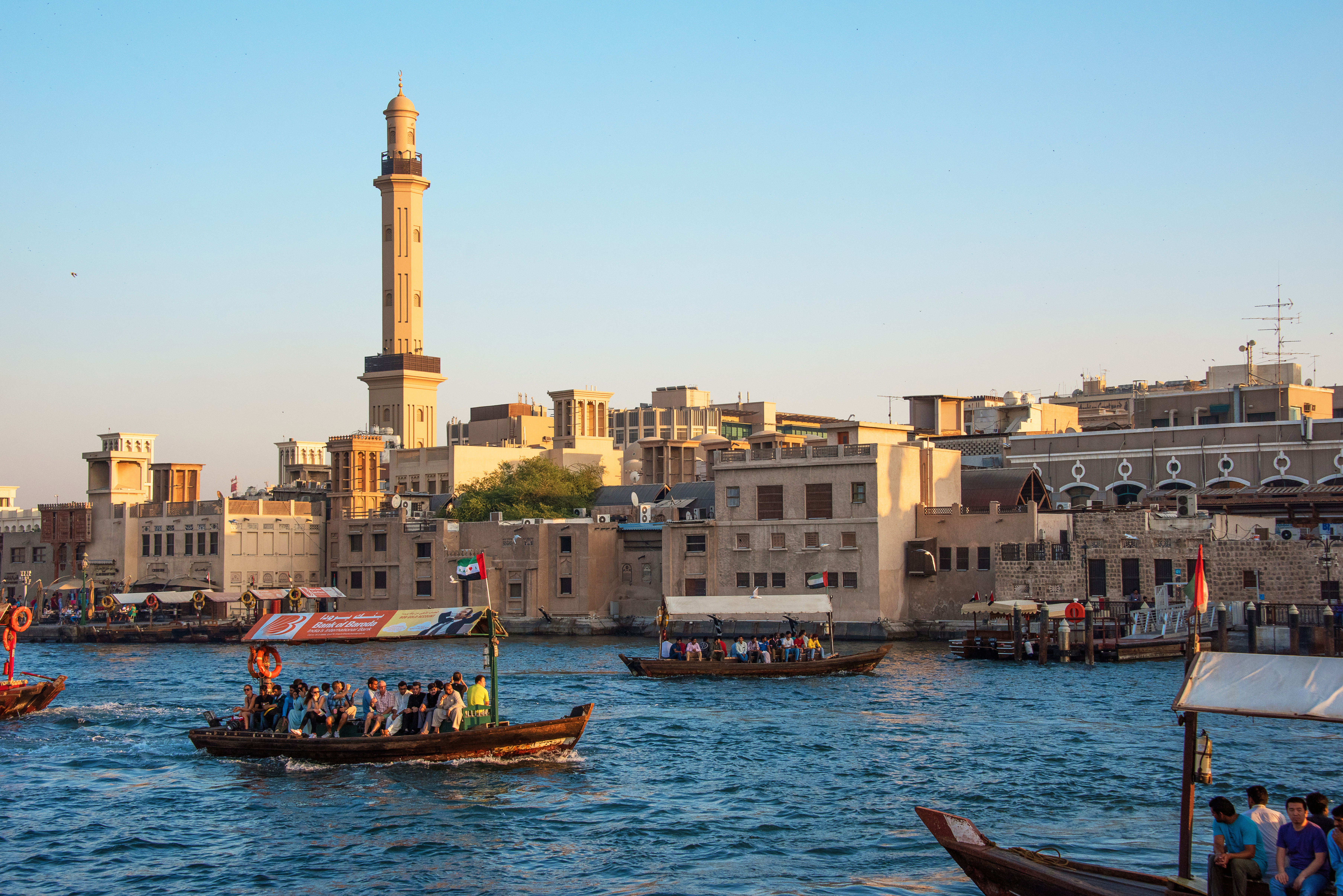
Un abra naviguant sur les eaux du bras de mer de Dubaï.

Un abra (arabe : عبرة) est un bateau traditionnel en bois.
Les abras sont utilisés pour transporter les passagers à travers le bras de mer de Dubaï (Dubai Creek), à Dubaï, aux Émirats arabes unis. Ils circulent entre la station maritime de Shindagha/Al Ghubaiba, sur la rive de Bur Dubaï, et la station maritime d’Al Sabkha, sur la rive de Deira. Les départs ont lieu toutes les quelques minutes. Le tarif est de 1 dirham, à régler directement au conducteur du bateau.

## Histoire
Les abras étaient la plus ancienne forme de transport en commun à Dubaï. Ils permettaient le déplacement des hommes et des marchandises entre les deux rives du bras de mer appelées Deira et Bur Dubaï. Ils sont encore utilisés aujourd’hui comme taxis nautiques exploités par le gouvernement de Dubaï. Ils remplissent également un rôle d’attraction touristique.
Des abras imprimés en 3D sont entrés en service en juillet 2024.